# Asociación de Profesores de Español de Finlandia

La Asociación de Profesores de Español de Finlandia (en finés: Espanjan opettajat ry Suomen), es una organización profesional, encargada de formar a profesores o docentes de español en Finlandia. La Asociación fue fundada en 1980 y actualmente cuenta con más de 300 miembros repartidos por toda Finlandia. El propósito de la asociación es promover la lengua española y su enseñanza, además de ofrecer al personal docente de español como lengua extranjera, en las que se realizan jornadas de formación educativa, actividades culturales y contactos con colegas y otros grupos de interés. Su colectivo oficial, es que es miembro de la Unión de Profesores de Lenguas en Finlandia. En los últimos años, el castellano o español ha estado arrasando en este país escandinavo, donde los jóvenes finlandeses se han sentido atraídos por la música cantada en español, además de otros ritmos latinoamericanos como el tango y otros bailes latinos que se han ido poniendo de moda. El estudio de la lengua española ha cautivado a los estudiantes, desbancando al alemán y al ruso, un fenómeno que fue impulsado por el auge del internet.